# Modesto Hermida
Modesto Hermida García (San Cristóbal de Cea, Galicia, 21 de abril de 1946) es un profesor y escritor español en lengua gallega.

## Trayectoria
Estudió en la Escuela Magisterio de Ourense, en 1968 aprobó el examen Nacional de Máster, trabajó en Asturias y al mismo tiempo estudiaba Filosofía y Letras (Filología Románica) en la Universidad de Oviedo y en la de Santiago de Compostela. En 1981-82 colaboró en el Gabinete de Reforma Educativa. En 1982 aprueba las oposiciones de profesor adjunto de lengua y literatura gallega, ejerciendo en el instituto de Redondela. En 1988 comenzó a trabajar como Inspector de Bachillerato en la Consellería de Educación. En 1992 adquirió la condición de catedrático de Lengua y Literatura Gallega. En 1993 fue profesor titular de Filología Gallego-Portuguesa en la Escuela Universitaria de la USC y en 1995 leyó su tesis doctoral en Filología Románica en la USC. Regresó al cargo de inspector en la Consellería de Educación y se jubiló en mayo de 2012.
En la década de 1970 militó en el Partido Comunista y en las Comisiones Obreras. Formó parte de la primera directiva del PEN Club Galicia en 1990. De 1987 a 1992 fue Director Literario de Ir Indo Edicións. Entre 1987 y 1988 fue colaborador del programa cultural de la TVG, Visións. De 1990 a 1996 participó en el Diario Cultural de la Radio Galega y en 1996 recibió el premio da Crítica-Galicia en la categoría de Investigación.
Colaboró en varios periódicos gallegos, especialmente en Faro de Vigo ("Artes e Letras", "A pizarra"), en ocasiones bajo el seudónimo de Rego Mazaira. Colaboró en el Proxecto Galiciadirigido por Darío Villanueva.

## Obra

### Poesía
- No fío da navalla e outros poemas (2010), Vigo, Ir Indo Edicións, ISBN 9788476806616.
- Dez textos poéticos en A carón do mar (serigrafías) de Antón Pulido (2010), Vigo.

### Narrativa
- O tempo escuro (2018), Ir Indo, ISBN 978-84-7680-739-2. Relatos.

### Estudios literarios
- As revistas literarias en Galicia na Segunda República (1987), Sada, Ediciós do Castro, ISBN 8474923301
- Castelao para nenos (1988), Madrid, Ediciones de la Torre, ISBN 9788486587284
- "Literatura gallega" en Letras españolas 1988 (1989), Madrid, Ed. Castalia y Ministerio de Cultura, ISBN 84-7039-549-1
- Castelao e “Os dous de sempre” (1990), Vigo, Editorial Galaxia, ISBN 9788471547453
- Narrativa Galega: Tempo do Rexurdimento (1995), Vigo, Edicións Xerais de Galicia, ISBN 9788475078861 (tesis de doctoramiento)
- Nas Ondas de Galicia (2009), Vigo, Ir Indo Edicións, ISBN 9788476806357 (escolma e artigos na radio)
- Xesús Alonso Montero (palabras e compromiso) (2010), Vigo, Ir Indo Edicións, ISBN 9788476806586
- "Xesús Alonso Montero, obxecto poético", en Ágora de Orcellón, nº 30: Homenaxe a Xesús Alonso Montero (2015), Instituto de Estudios Carballiñeses, ISSN 1577-3205
- "Manuel María n´O Carballiño", en Cadernos Ramón Piñeiro (XXV): Manuel María. Cecais hai unha luz (2016), Junta de Galicia, ISBN 978-84-453-5216-8
- "Carlos Casares: da miña acordanza", en Cadernos Ramón Piñeiro (XXVII): Carlos Casares: homenaxe (2017), Junta de Galicia, ISBN 978-84-453-5258-8

### Ediciones de textos literarios
- Ramón de Valenzuela, Non agardei por ninguén (1989), Vigo, Edicións Xerais de Galicia, ISBN 8475074111
- Xan de Masma (Patricio Delgado Luaces), A besta (1993), Vigo, Editorial Galaxia, ISBN 8471548577
- Luis Otero Pimentel, Campaña da Caprecórneca (1994), Vigo, Editorial Galaxia, ISBN 8471549034
- Narradores ocasionais do século XIX (relato breve) (2003), Santiago de Compostela, CIRP, ISBN 844533736X
- Federico García Lorca, Seis poemas galegos (2004), Santiago de Compostela, Dirección General de Política Lingüística y Jefatura Superior de Policía de Galicia

### Libros didácticos
- Lingua galega 6 (con guía didáctica) (1985), Madrid, Ediciones S.M.
- A prensa en galego (1993), Santiago de Compostela, Junta de Galicia

Libros didácticos de los que es coautor:
- Lingua galega 8 (con Guía didáctica) (1985), Madrid, Ediciones S.M.
- Lingua galega 6 (con Guía didáctica) (1986), Madrid, Ediciones S.M.
- Lingua galega 7 (con Guía didáctica) (1986), Madrid, Ediciones S.M./Editorial Galaxia
- Lingua galega 8 (con Guía didáctica) (1986), Madrid, Ediciones S.M./Editorial Galaxia
- Lingua galega e literatura. Secundaria 2 (con Guía didáctica) (1997), Madrid, Ediciones S.M.

### Traducciones
- Correo da Unesco, novembro de 1993
- Ramón Izquierdo Perrín, Santiago de Compostela, Camino de la Salud, edición trilingüe, (2003), La Coruña, Hércules Ediciones

## Vida personal
Está casado con Lourdes Mondelo Vázquez. Es padre de la actriz y bailarina Sabela Hermida y del consultor e ingeniero Alejandro Hermida .